# 1063 (szám)
Az 1063 (római számmal: MLXIII) az 1062 és 1064 között található természetes szám.

## A szám a matematikában
A tízes számrendszerbeli 1063-as a kettes számrendszerben 10000100111, a nyolcas számrendszerben 2047, a tizenhatos számrendszerben 427 alakban írható fel.
Az 1063 páratlan szám, prímszám. Kanonikus alakja 10631, normálalakban az 1,063 · 103 szorzattal írható fel. Két osztója van a természetes számok halmazán, ezek növekvő sorrendben: 1 és 1063.
Az 1061 ikerprím párja.
Az 1063 harminchét szám valódiosztó-összegeként áll elő, ezek közül a legkisebb is nagyobb 10 000-nél.

## Csillagászat
- 1063 Aquilegia kisbolygó